# Szentes
Szentes là một thành phố thuộc hạt Csongrád, Hungary. Thành phố này có diện tích 353,25 km², dân số năm 2010 là 28927 người, mật độ 82 người/km².